# Трекате
Трека̀те (на италиански: Trecate, на местен диалект: Tracà, Трака, на пиемонтски: Trecà, Трека) е град и община в Северна Италия, провинция Новара, регион Пиемонт. Разположен е на 136 m надморска височина. Населението на общината е 20 347 души (към 2015 г.).